# Expansión (geometría)

Un ejemplo de cómo expandir un pentágono para transformarlo en un decágono, alejando sus lados del centro e insertando nuevos lados en los espacios creados. La expansión es uniforme si todos los lados tienen la misma longitud

Animación mostrando la expansión de un cubo y de un octaedro

En geometría, la expansión es una operación sobre un politopo en la que las facetas se separan y se mueven radialmente para forma nuevas facetas entre los elementos separados (vértices, aristas y otros elementos de dimensiones superiores). De manera equivalente, esta operación se puede imaginar manteniendo las facetas en la misma posición pero reduciendo su tamaño.
La expansión de un politopo regular crea un politopo uniforme, pero la operación se puede aplicar a cualquier politopo convexo, como se demuestra para los poliedros en la notación de Conway (que representa la expansión con la letra e). Para los poliedros, un poliedro expandido conserva todas las caras del poliedro original, y añade todas las caras del poliedro conjugado y una serie de nuevas caras cuadradas en lugar de las aristas originales.

## Expansión de politopos regulares
Según Harold Scott MacDonald Coxeter, este término multidimensional fue definido por Alicia Boole Stott para crear nuevos politopos, específicamente a partir de politopos regulares con el fin de construir nuevos politopos uniformes.
La operación de expansión es simétrica con respecto a un politopo regular y su dual. La figura resultante contiene las facetas tanto del politopo original como de su dual, junto con varias facetas prismáticas que llenan los espacios creados entre los elementos dimensionales intermedios.
Tiene significados algo diferentes por dimensión. En una construcción de Wythoff, se genera una expansión por los reflejos del primer y del último espejo. En dimensiones superiores, las expansiones de dimensiones inferiores se pueden escribir con un subíndice, por lo que e2 es lo mismo que t0,2 en cualquier dimensión.
Por dimensiónes:
- Un {p} polígono regular se expande hasta convertirse en un 2n-gono regular.
  - La operación es idéntica al truncamiento para los polígonos; así, e{p} = e1{p} = t0,1{p} = t{p} y tiene diagrama de Coxeter-Dynkin .
- Un poliedro {p,q} (3-politopo) regular se expande formando un poliedro con figura de vértice p.4.q.4.
  - Esta operación para poliedros también se llama canteado; y así, e{p,q} = e2{p,q} = t0,2{p,q} = rr{p,q}, y tiene el diagrama de Coxeter .

Por ejemplo, un rombicuboctaedro puede denominarse cubo expandido, octaedro expandido, así como cubo canteado u octaedro canteado.
- Un polícoro {p,q,r} (4-politopo) regular se expande a un nuevo 4-politopo con las celdas {p,q} originales, nuevas celdas {r,q} en lugar de los vértices antiguos, prismas p-gonales en lugar de las caras antiguas y prismas r-gonales en lugar de las aristas antiguas.
  - Esta operación para 4-politopos también se llama runcinado; y así e{p,q,r} = e3{p,q,r} = t0,3{p,q,r}, y tiene el diagrama de Coxeter .
- De manera similar, un 5-politopo {p,q,r,s} regular se expande en un nuevo 5-politopo con facetas {p,q,r}, {s,r,q}, {p,q}×{ } prismas, {s,r}×{ } prismas y {p}×{s} duoprismas.
  - Esta operación se llama estericación; de manera que e{p,q,r,s} = e4{p,q,r,s} = t0,4{p,q,r,s} = 2r2r{p,q,r,s } y tiene diagrama de Coxeter .

El operador general para la expansión de un n-politopo regular es t0,n-1{p,q,r,...}. Se agregan nuevas facetas regulares en cada vértice, y se agregan nuevos politopos prismáticos en cada arista dividida, cara,... faceta, etc.